# 尼爾·巴爾卡特
尼爾·巴尔卡特（希伯來語：ניר ברקת；1959年10月19日—），以色列商人及政治人物。現任以色列经济产业部长，曾于2008年至2018年间担任耶路撒冷市长。
巴尔卡特在以色列国防军服役六年，取得少校军衔，曾参与了第五次中东战争。退役后，巴尔卡特创立了软件公司，开始涉足高科技行业和风险投资。2013年，巴尔卡特被《福布斯》杂志评为以色列最富有的政治家。他在担任耶路撒冷市长期间从未领取正式工资，只是象征性领取每年一谢克尔的报酬。巴尔卡特任内推动了耶路撒冷市旅游业和商业发展，举办了该市首届国际马拉松和一级方程式展览，但也因资金使用问题招致一些批评。
2015年12月，巴尔卡特加入利库德集团，开始踏足国家政治。
在2019年议会选举中，巴尔卡特成功当选以色列议会议员。任职期间，巴尔卡特支持扩大犹太人定居点的规模。2023年1月，巴尔卡特被任命为经济和产业部长。

## 早年生活
尼尔·巴尔卡特在耶路撒冷出生并长大。他的父亲扎尔曼是希伯来大学的物理学教授，母亲是一名民族舞蹈教练。他的祖父母分别是波兰和俄罗斯的移民。
巴尔卡特于1977年加入以色列国防军第98伞兵师，连同预备役总计服役六年，晋升至少校军衔。服役期间，他在第五次中东战争中黎巴嫩代号为“移动行动”的战场行动中负伤。巴尔卡特毕业于耶路撒冷希伯来大学，获计算机科学学士学位，现与妻子贝弗莉居住在耶路撒冷的贝特哈凯雷姆社区。巴尔卡特夫妇育有三个女儿。

## 商业生涯

### 高科技与风险投资
巴尔卡特于1988年创立了软件公司BRM，开始涉足高科技行业，该公司专门从事杀毒软件开发。该公司后来成为一家从事风险投资的孵化器公司，投资了Check Point和Backweb等多家公司。后来，他协助创立了社会投资公司IVN（以色列风险投资网络）。2007年，巴尔卡特参加了以色列版的风险投资电视节目《龙穴》，该节目供企业家们展示自己的想法，以获得商业专家的投资。

### 个人财富
2013年《福布斯》杂志报道称，巴尔卡特的净资产估值为4.5亿新谢克尔（约合1.22亿美元），超过榜单上后三位政治家的净资产总和，他也因此是以色列最富有的政治家。2021年10月3日曝光的潘多拉文件中，他是565名在列的以色列人之一。巴尔卡特在担任耶路撒冷市长期间从未领取正式工资，只是象征性领取每年一谢克尔的报酬。

## 政治生涯

### 竞选耶路撒冷市长
尼尔·巴尔卡特的政治生涯起步于渐进式参与。在深入接触耶路撒冷教育体系并持续投入慈善事业后，他逐渐转向政坛。1999年，巴尔卡特家族通过投资非营利性非政府组织斯努尼特网络学习促进中心（Snunit Center for the Advancement of Web Based Learning），开始系统性研究耶路撒冷的教育差距问题。该机构致力于运用网络资源提升在线教育质量，促进以色列社会中的个人与社会成长。巴尔卡特视此次投资为自己涉足耶路撒冷市政政治的开端。
巴尔卡特的正式从政始于2003年1月，他创立耶路撒冷必胜党，参加了耶路撒冷市长选举，最终获得43%的选票，败于乌里·卢波利亚斯基。落选后，巴尔卡特担任市议会反对党领袖直至2008年当选市长。在此期间，他协助创建了“创业耶路撒冷”（StartUp Jerusalem）项目，旨在为首都创造就业机会。2006至2007年间，他曾短暂领导以色列政坛重要力量前进党耶路撒冷派系，后因反对该党关于放弃耶路撒冷部分领土的提案而选择退出。

### 耶路撒冷市长

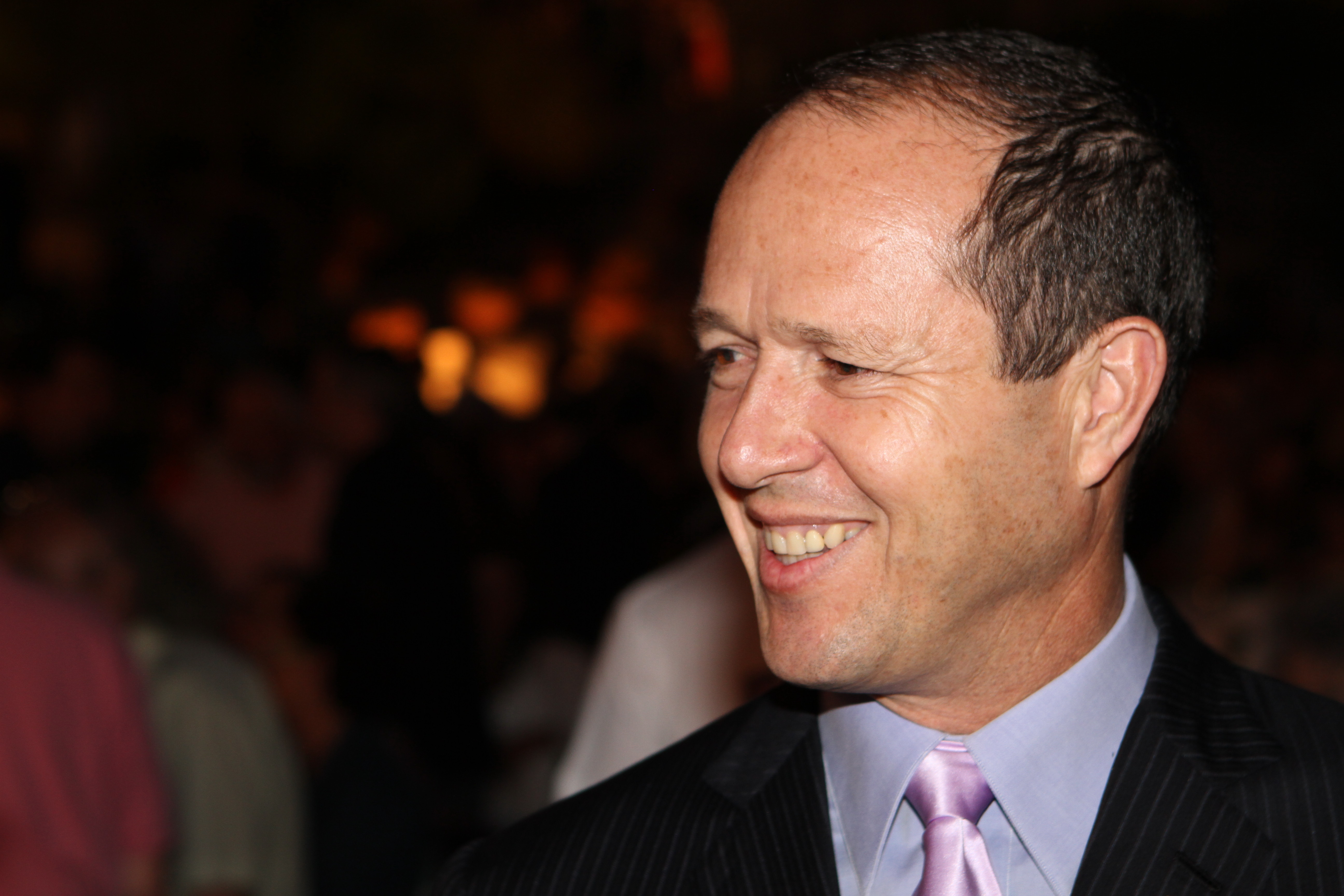
尼尔·巴尔卡特出席2012年耶路撒冷电影节开幕式

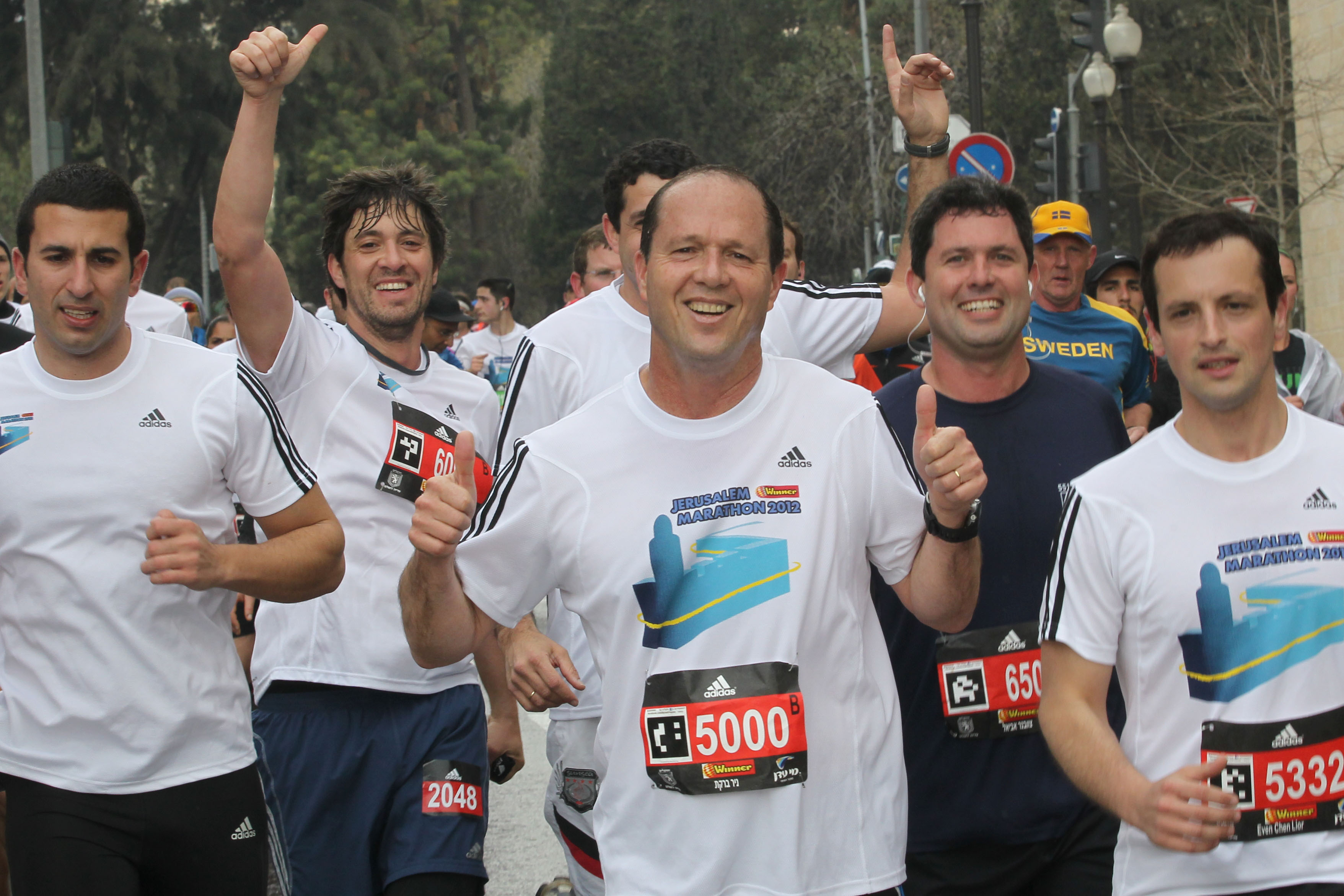
尼尔·巴尔卡特参加耶路撒冷国际马拉松赛

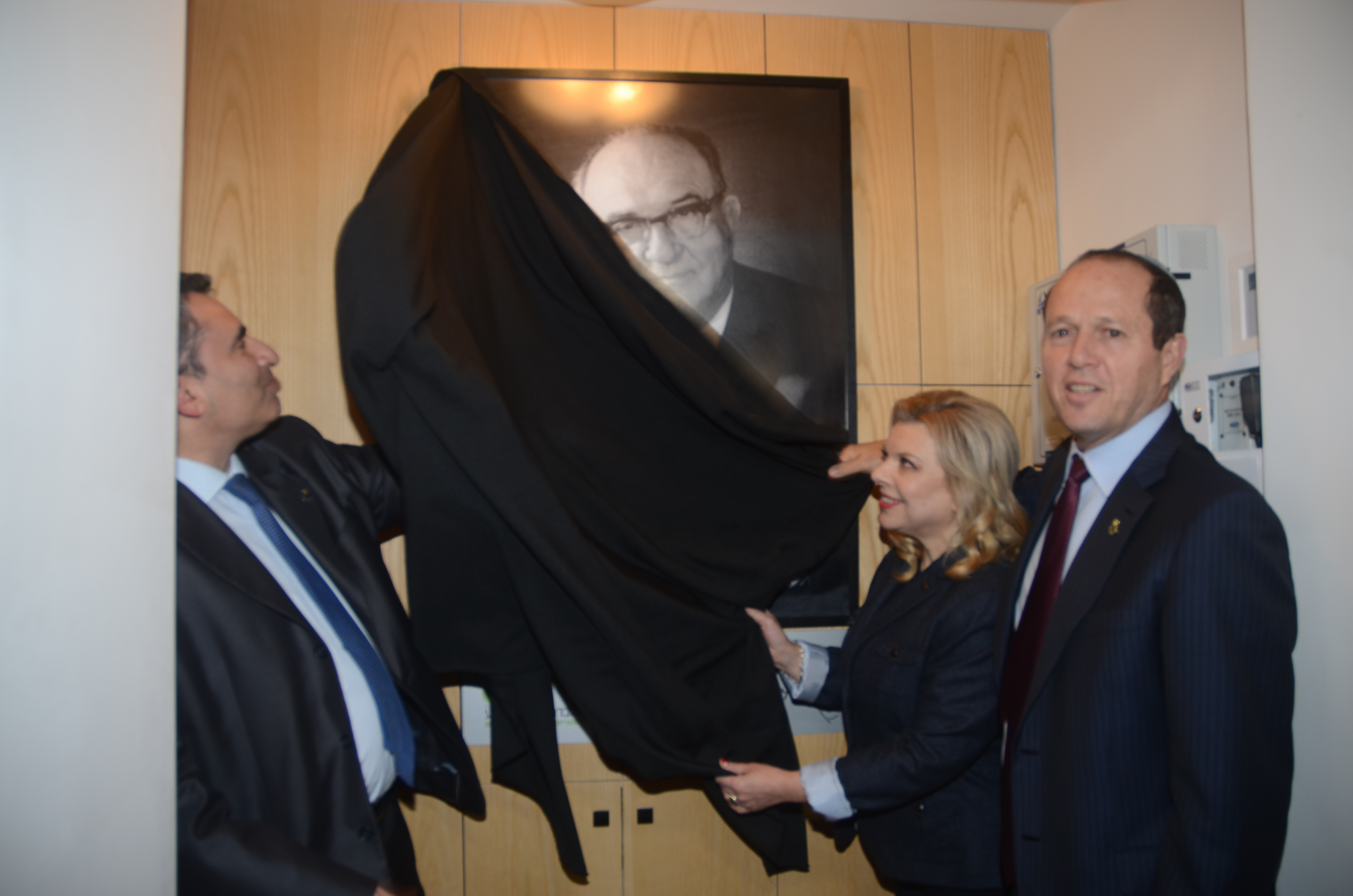
尼尔·巴尔卡特、莎拉·内塔尼亚胡和泽埃夫·埃尔金出席耶路撒冷亚德列维埃什科尔游客中心的开幕式

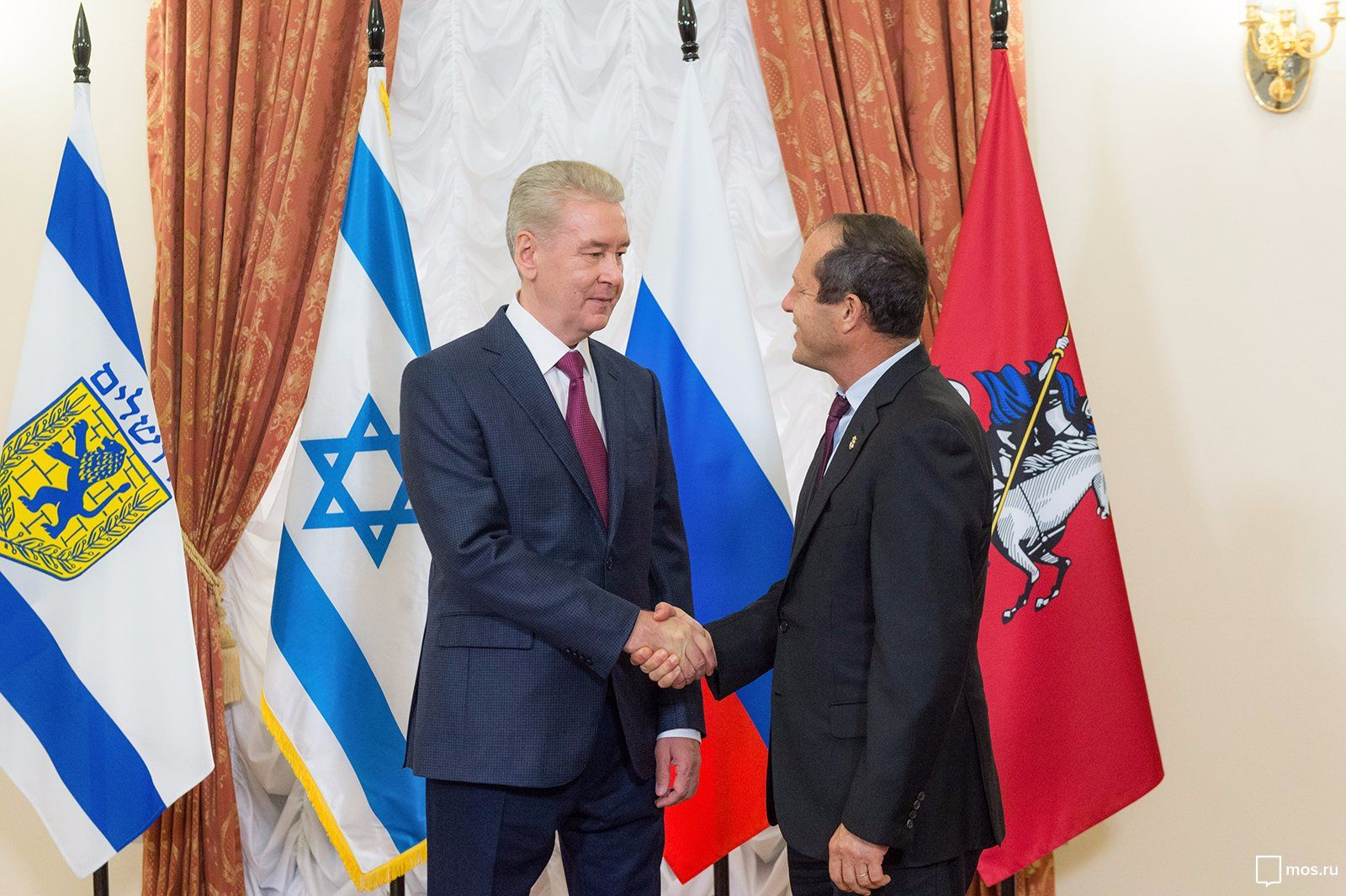
2017年9月15日，尼尔·巴尔卡特与莫斯科市长谢尔盖·索比亚宁在莫斯科会面

尼尔·巴尔卡特于2008年11月再次竞选耶路撒冷市长，最终以52%的得票率获胜，他的主要竞争对手梅尔·波鲁什获得了43%的选票。巴尔卡特被描述为世俗政治家，这与前任市长卢波利亚斯基及对手波鲁什的哈雷迪派背景形成鲜明对比。市议会选举中，巴尔卡特的耶路撒冷必胜党赢得6个席位，延续了其市议会第二大党（仅次于联合妥拉犹太教的8个席位）的地位。巴尔卡特以推动旅游业发展、解决住房危机、反对轻轨项目为竞选纲领，同时承诺提高市议会的亲民度和透明度，并批评市长职位不应成为进军国家政坛的跳板。巴尔卡特第一任期内解雇市议员拉切尔·阿扎里亚以及提出放弃城市边缘以阿拉伯人口为主的社区管辖权的提案引发了争议。2011年，他协助举办了耶路撒冷首届国际马拉松赛事，并亲自参与本地及海外赛事。
2013年，巴尔卡特竞选连任，期间他得到了工党以及多名利库德集团知名活动家支持；梅雷兹党也默许支持，撤回了其候选人佩佩·阿拉卢，以免分散巴尔卡特选票。他的对手摩西·莱昂则获以色列家园党领袖阿维格多·利伯曼及沙斯党领袖阿里耶·德里的支持。巴尔卡特最终以52%得票率连任，而他的主要对手、前耶路撒冷发展局主席摩西·莱昂则以利库德集团候选人的身份参选，获得了43%的选票。莱昂后续担任市议员，并于2015年进入了巴尔卡特的执政联盟。在紧张的竞选活动之后，巴尔卡特因不当使用选举资金被罚款40万新谢克尔。巴尔卡特当选市长以来，每年仅象征性领取一谢克尔的报酬。
巴尔卡特第二任期内举办了一级方程式主题展览，作为其“提升耶路撒冷全球文化首都地位”和促进旅游业发展计划的一部分。一级方程式主题展览于2013年和2014年在耶路撒冷举行，但因活动期间封闭主干道导致学校停课、赛事支出过高以及与耶路撒冷的城市定位不符而受到批评。轻轨的增建计划也引起了争议，如计划沿勒法伊姆谷街运行的蓝线。巴尔卡特还与财政部长摩西·卡隆就资金问题长期存在争执。卡隆指责巴尔卡特资金浪费和管理不善，而巴尔卡特则指控卡隆出于政治目的克扣资金。冲突引发全市接连罢工，导致整个城市垃圾堆积如山，市政雇员也受到大规模解雇的威胁。
在处理宗教保守势力和与女性权利冲突事件方面，巴尔卡特招致女权主义人士批评。部分极端正统派犹太人在公共场所张贴要求女性“衣着端庄”的告示，一些女性市议员称其非法并抗议，市议员劳拉·沃顿投诉了这些告示，但未获实质性回应。市议员拉切尔·阿扎里亚向法院起诉宗教团体强制公交车男女分座，后被巴尔卡特解职。巴尔卡特公开批评女权主义组织西墙妇女在圣殿山西墙的对抗性祈祷活动，认为其激化宗教矛盾。
2015年12月，巴尔卡特加入利库德集团。此前他在2013年和2015年两届议会选举中支持利库德集团领袖本雅明·内塔尼亚胡竞选总理。2018年3月，他宣布放弃寻求第三任市长连任，转而投身国家政坛。
21世纪初，耶路撒冷已发展成为科技初创企业的区域中心，并被《企业家》杂志评选为全球头号新兴科技枢纽。巴尔卡特政府推出专项激励政策，向员工常住耶路撒冷的企业提供税收减免，发放创业补助金。截至2016年，耶路撒冷已成立了500多家初创企业，仅2015年前三季度吸引投资2.43亿美元。PICO创投（PICO Ventures）合伙人达纳·曼（其曾任职众筹平台OurCrowd）指出：“巴尔卡特当选市长后，市民个人能动性显著增强。民众感受到自身影响力，这与城市的创业特质深度契合。”

### 2015年恐怖袭击
2015年2月，耶路撒冷扎哈尔广场上一名巴勒斯坦男子持刀企图袭击一名犹太人，时任市长巴尔卡特现场目击后立即介入制伏袭击者，其安保团队随后赶到，伤者接受紧急救治。该事件引发国际媒体聚焦，相关影像资料被广泛传播。前以色列驻美国大使迈克尔·奥伦称赞巴尔卡特的举动“非凡英勇”，Facebook上也有评论员分享了一些将巴尔卡特形象融入蝙蝠侠、尼歐等电影角色的幽默图片，戏称其为“现实版超级英雄”。2015年10月，随着巴以冲突升级，巴尔卡特公开呼吁以色列公民依法申领持枪许可，并称携带武器是“公民防卫义务”。该主张引发舆论争议。

### 国家政治
2018年3月，巴尔卡特宣布不再参加市政选举，并加入利库德集团，同年12月4日，他正式辞去市长职务。2019年议会选举中，巴尔卡特成功当选议员。巴尔卡特试图延续担任市长时的做法，放弃全额议员薪水，仅领取每年一谢克尔的象征性报酬，但被告知“存在程序问题”而未能实现。
2023年1月1日，隶属利库德集团的巴尔卡特被任命为经济和产业部长。巴尔卡特坚定支持以色列在加沙的军事行动，并批评以色列的回击不够激烈，表示“让士兵身陷险境，将他们暴露在未经轰炸的建筑物中”。2025年1月，巴尔卡特表示寻求加沙的和平重建，但绝不允许哈马斯继续对加沙的统治。同年6月，巴尔卡特表示反对建立巴勒斯坦国，而是支持“酋长国模式”，声称“成功的阿拉伯国家都基于部落治理模式”。
2024年7月，以色列宪兵在斯德泰曼拘留营逮捕了9名涉嫌虐待巴勒斯坦囚犯的以色列士兵，巴尔卡特公开声援：“我支持我们的战士，我呼吁国防部长立即停止对他们的卑鄙审判。” 
2025年6月，巴尔卡特的邻居蕾娜娜·凯达博士在其住所外参与静默抗议时遭拘捕引发争议。凯达指控警方强制脱衣搜查构成性侮辱，甚至可能涉嫌性侵，该事件加剧民众对警方打压异见的忧虑。加沙战争爆发以来，以色列警方强化镇压抗议活动，凸显出以色列言论自由和抗议权利面临的严峻挑战。

## 政治立场
巴尔卡特在竞选耶路撒冷市长期间公开的政治立场属于中间偏右。他在著作中提到，曾试图通过调解资深拉比与总理阿里埃勒·沙龙之间的关系，来推迟执行“单边撤离计划”。2007年，巴尔卡特加入了前进党。据他所述，他选择加入前进党是因为沙龙曾承诺今后将加强在犹地亚和撒马利亚的定居点建设然而在2008年初，前进党高层海姆·拉蒙提出的分割耶路撒冷方案遭泄露至巴尔卡特手中。他认为该方案背离了自己的政治信仰，随即宣布退出前进党。
2008年，巴尔卡特担任耶路撒冷市议会反对党领袖时，参与了一场由右翼活动人士组织的巡访活动，同行者包括大卫基金会主席大卫·巴里和以色列土地基金会主席阿里耶·金，巡访地点位于“东方之门”（Sha'ar HaMizrach）区域。右翼团体要求在此地区新建一个社区，旨在连接法国山社区和耶路撒冷以东的E1地区。2009年初，巴尔卡特就任耶路撒冷市长后，转而推动在同一区域（即此前承诺新建学生社区的位置）修建建筑废料填埋场。巴尔卡特辩解称，海姆·拉蒙正秘密推动“分割耶路撒冷”的谈判，其填埋场计划是对抗该政治议程的紧急措施。
2012年，巴尔卡特主导了耶路撒冷老城东南部犹太社区基达姆锡安300套住房的兴建。
巴尔卡特在担任国会议员期间发表了《犹地亚和撒马利亚未来计划》，该计划内容包括将犹地亚和撒玛利亚的犹太居民（定居者）数量扩大至200万、新建23个工业区、通过“圣经故事之路”发展旅游业等。